# Commissaris van politie
Commissaris van politie is een hogere rang bij een politieorganisatie. Onder deze naam komt de rang onder andere voor in Nederland (zie Commissaris (Nederlandse politie)) en België (zie Politie in België).
In andere landen komen rangen voor met gelijksoortige namen, maar die zijn niet altijd vergelijkbaar. Zo is de Duitse Polizeikommissar een rang in het middenkader, ongeveer te vergelijken met een inspecteur van politie in Nederland en een hoofdinspecteur van politie in België. In Engelstalige landen is de Commissioner of Police of Police Commissioner het hoofd van een politieorganisatie, vergelijkbaar met hoofdcommissaris.